# Stade du Général Severiano
 (mars 2025).
Si vous disposez d'ouvrages ou d'articles de référence ou si vous connaissez des sites web de qualité traitant du thème abordé ici, merci de compléter l'article en donnant les références utiles à sa vérifiabilité et en les liant à la section « Notes et références ».
Le stade du Général Severiano, populairement surnommé o mais bonito do Brasil (« le plus beau du Brésil » en français), était un stade brésilien, situé dans la ville de Rio de Janeiro.

## Histoire
Le stade fut construit en 1912, pour accueillir les matches du Botafogo de Futebol e Regatas. Il était très utilisé avant la construction du Maracanã. Le stade devait son nom à la rue homonyme qui y donnait accès.
Le terrain fut inauguré lors de la première rencontre du championnat de l'État de Rio de Janeiro de 1913, lors d'un match entre Botafogo et Flamengo, qui se solde par une victoire 1-0 des botafoguenses.
Il fait l'objet d'une réhabilitation dans les années 1930. Des tribunes en béton furent implantées autour du terrain en 1937 et les travaux s'achevèrent en 1938, pour une inauguration le 28 août de cette année. Lors de la cérémonie d'inauguration, qui a eu lieu avant le premier matche, une carte du Brésil fut réalisée au centre du terrain avec de la terre provenant de chacun des États du pays. Le match contre le Fluminense fut remporté par 3 buts à 2. 
Enfin, le stade fut démoli dans les années 1970, quand le club du Botafogo fut contraint de vendre le terrain sur lequel il était construit. Il ne fut jamais reconstruit. Récemment, un complexe sportif a été construit par le Botafogo FR sur l'ancien terrain du stade.